# MONSTA X, JAPAN 1st LIVE TOUR 2018 "PIECE"
『MONSTA X,JAPAN 1st LIVE TOUR 2018 "PIECE"』（モンスタ・エックス・ジャパン・ファースト・ライブツアー・ツーサウザンドエイティーン・ピース）は。韓国の7人組男性アイドルグループMONSTA Xの映像作品。DVD（2枚組）とBlu-ray Discの2形態で発売。

## 概要
グループ初の日本ツアーで、日本1stアルバム『PIECE』を引っ提げた『MONSTA X,JAPAN 1st LIVE TOUR 2018 "PIECE"』の模様を映像化した作品。本作ではツアー最終日である5月18日の東京国際フォーラム ホールA公演の模様が収録されている。
1stアルバム収録曲や日本でシングルとして発売された「HERO」「Beautiful」「SPOTLIGHT」の他、韓国で発売された楽曲が演奏されている。
特典映像にメンバーインタビューが収録されている。
2018年10月15日付のオリコン週間ミュージックDVDランキングで4位、オリコン週間ミュージックBlu-rayランキングで21位を記録した。

## 収録曲

### DISC1
1. Ready or Not -Japanese ver.-
2. HERO -Japanese ver.-
3. 〜MC〜
4. Tropical Night
5. Miss you
6. Beautiful -Japanese ver.-
7. 〜MC〜
8. KILLIN' ME
9. In Time
10. Because of U
11. 5:14 (Last Page)
12. 〜MC〜
13. Aura
14. Oi
15. Trespass -ROCK ver.-
16. PUZZLE
17. Unfair Love
18. 〜MC〜
19. I'll Be There
20. From Zero
21. SHINE FOREVER -Japanese ver.-
22. 〜MC〜
23. Jealousy
当時韓国で発売された最新アルバムからの楽曲。
24. 〜MC〜
25. DRAMARAMA
26. SPOTLIGHT
27. RUSH -ROCK ver.-
28. 〜MC〜
29. #GFYL

### DISC2
- Japan Tour Members' interviews